# 藍山實錄
《蓝山实录》（越南语：／）是越南后黎朝的一部官修史书。
《蓝山实录》由后黎朝开国大臣阮廌在顺天四年（1431年）奉命编写，记载1418年黎利发动蓝山起义至1428年建立后黎朝期间发生的事件。该书共三卷，用文言文写成。阮廌在蓝山起义发生初期就去投奔黎利，为黎利身边的重要谋士，长年跟随黎利征战，因而史料价值较高。
該書成書後長期以抄本形式流傳。永治元年（1676年），後黎朝朝廷命㵝郡公胡士揚主持修訂並刊印。但據《大越通史·藝文志》記載，刊本因按照當權者的意圖進行刪改而失真，不能視作該書原貌。